# Federazione cestistica della Bielorussia
La Federazione cestistica della Bielorussia (acronimo BBF; in bielorusso Беларуская федэрацыя баскетбола?) è l'ente che controlla e organizza la pallacanestro in Bielorussia.
La federazione controlla inoltre la nazionale maschile e femminile. Ha sede a Minsk e l'attuale presidente è Lev Pimenov.
È affiliata alla FIBA dal 1992 e organizza il campionato di pallacanestro bielorusso.